# Museu Nacional da Força Aérea dos Estados Unidos

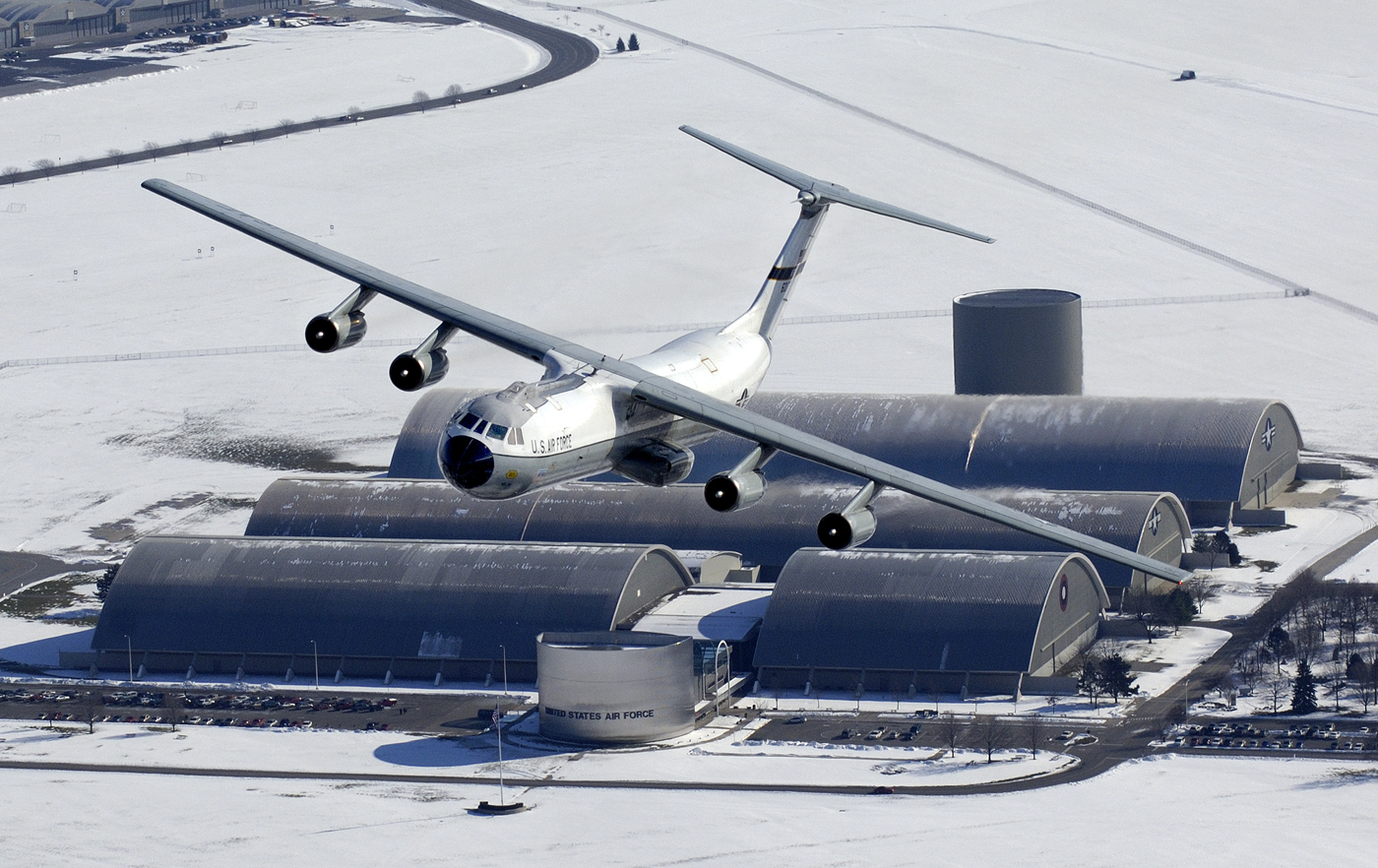
Um Lockheed C-141 Starlifter a voar por cima do museu em Dezembro de 2005.

O Museu Nacional da Força Aérea dos Estados Unidos, (em Inglês: National Museum of the United States Air Force), é o museu oficial da Força Aérea dos Estados Unidos, localizado na Base Aérea de Wright-Patterson, a 9,7 km a nordeste de Dayton, Ohio. Este museu tem uma das maiores colecções de aviões do mundo, actualmente havendo mais de 360 aeronaves. O museu atrai por ano cerca de 1,2 milhões de turistas, fazendo dele um dos pontos turísticos mais visitados do estado de Ohio.